# Selezioni giovanili della nazionale femminile di pallacanestro della Lettonia
Le selezioni giovanili della nazionale di pallacanestro femminile della Lettonia sono gestite dalla Federazione cestistica della Lettonia e partecipano ai tornei cestistici internazionali femminili per squadre nazionali, limitatamente a specifiche classi d'età.

## Under-21
Rappresenta le migliori giocatrici di nazionalità lettone di età non superiore ai 21 anni. Partecipa a tutte le manifestazioni internazionali giovanili di pallacanestro per nazioni gestite dalla FIBA.

### Partecipazioni
- 2003 - 8°

 Lettonia under 21 - Campionato mondiale femminile di pallacanestro Under-21 20034 Eibele, 5 Galilējava, 6 Zemmere, 7 Kārkliņa, 8 Audere, 9 Zeķīte, 10 Jēkabsone, 11 Teilāne, 12 Kalniņa, 13 Cinīte, 14 Kubliņa, 15 Brumermane,        All. -

## Under-20
Rappresenta le migliori giocatrici di nazionalità lettone di età non superiore ai 20 anni. Partecipa a tutte le manifestazioni internazionali giovanili di pallacanestro per nazioni gestite dalla FIBA.

### Partecipazioni
FIBA EuroBasket Under-20
- 2000 - 12°
- 2002 - 4°
- 2005 -  3°
- 2006 - 12°
- 2007 - 12°

- 2008 - 6°
- 2009 -  3°
- 2010 -  3°
- 2011 - 12°
- 2012 - 15°

- 2014 - 5°
- 2015 - 12°
- 2016 - 7°
- 2017 - 8°
- 2018 - 11°

- 2019 - 10°
- 2022 - 10°
- 2023 -  2°

## Under-19
Rappresenta le migliori giocatrici di nazionalità lettone di età non superiore ai 19 anni. Partecipa a tutte le manifestazioni internazionali giovanili di pallacanestro per nazioni gestite dalla FIBA.

### Partecipazioni
- 2017 - 10°
- 2019 - 14°

 Lettonia under 19 - Campionato mondiale femminile di pallacanestro Under-19 20174 Svenne, 5 Rozentāle, 6 Gertsone, 7 Kļaviņa, 8 Strautmane, 9 Pāvelsone, 10 Markova, 11 Mote, 12 Grabe, 13 Lipe, 14 Šepte, 15 Hudjakova,        All. Ainārs Čukste
 Lettonia under 19 - Campionato mondiale femminile di pallacanestro Under-19 20194 Ozola, 5 Zumenta, 6 Dambrāne, 7 Kļeščova, 8 Indriķe, 10 Meldere, 11 Mote, 13 Rudzīte, 14 Nulle, 15 Markova, 17 Koltone, 19 Purmale,        All. Matīss Graudiņš

## Under-18
Rappresenta le migliori giocatrici di nazionalità lettone di età non superiore ai 18 anni. Partecipa a tutte le manifestazioni internazionali giovanili di pallacanestro per nazioni gestite dalla FIBA.
Agli inizi la denominazione originaria era Nazionale Cadette, in quanto la FIBA classificava le fasce di età sotto i 18 anni con la denominazione "cadette". Dal 2000, la FIBA ha modificato il tutto, equiparando sotto la dicitura "under 18" sia denominazione che fasce di età. Da allora la selezione ha preso il nome attuale.
Fino al 1991, le atlete lettoni hanno militato nella nazionale di categoria sovietica

### Partecipazioni
Division A
- 1998 - 12°
- 2000 - 10°
- 2009 - 7°
- 2010 - 16°
- 2016 - 4°

- 2017 - 13°
- 2018 - 4°
- 2019 - 7°
- 2022 - 9°
- 2023 - 8°

Division B
- 2005 -  3°
- 2006 - 4°
- 2007 - 4°
- 2008 -  1°
- 2011 -  3°

- 2012 - 9°
- 2013 - 4°
- 2014 - 4°
- 2015 -  2°

## Under-17
Rappresenta le migliori giocatrici di nazionalità lettone di età non superiore ai 17 anni. Partecipa a tutte le manifestazioni internazionali giovanili di pallacanestro per nazioni gestite dalla FIBA.

### Partecipazioni
- 2016 - 10°
- 2018 - 8°

## Under-16
Rappresenta le migliori giocatrici di nazionalità lettone di età non superiore ai 16 anni. Partecipa a tutte le manifestazioni internazionali giovanili di pallacanestro per nazioni gestite dalla FIBA.
Agli inizi la denominazione originaria era nazionale Allieve, in quanto la FIBA classificava le fasce di età sotto i 18 anni con la denominazione "allieve". Dal 2000, la FIBA ha modificato il tutto, equiparando sotto la dicitura "under 16" sia denominazione che fasce di età. Da allora la selezione ha preso il nome attuale.
Fino al 1991, le atlete lettoni hanno militato nella nazionale di categoria sovietica

### Partecipazioni
Division A
- 1993 - 11°
- 2001 - 5°
- 2007 - 7°
- 2008 - 15°
- 2013 - 7°

- 2014 - 5°
- 2015 - 5°
- 2016 - 10°
- 2017 - 4°
- 2018 - 9°

- 2019 - 8°
- 2022 - 9°
- 2023 - 11°

Division B
- 2004 - 4°
- 2005 - 10°
- 2006 -  2°
- 2009 - 5°
- 2010 - 9°

- 2011 -  3°
- 2012 -  3°